# Тихоновское сельское поселение (Костромская область)
Ти́хоновское се́льское поселе́ние — муниципальное образование в Вохомском районе Костромской области.
Административный центр — село Тихон.
Законом Костромской области от 30 мая 2019 года N 555-6-ЗКО присоединено к Воробьёвицкому сельскому поселению с административным центром в посёлке Воробьёвица.

## История
Тихоновское сельское поселение образовано 30 декабря 2004 года в соответствии с Законом Костромской области № 237-ЗКО, установлены статус и границы муниципального образования.

## Население
| 2008 | 2010 | 2012 | 2013 | 2014 | 2015 | 2016 | 2017 | 2018 | 2019 |
| ---- | ---- | ---- | ---- | ---- | ---- | ---- | ---- | ---- | ---- |
| 1027 | ↘926 | ↘865 | ↘786 | ↘731 | ↘714 | ↘696 | ↘651 | ↘643 | ↘611 |

## Состав сельского поселения
| №  | Населённый пункт | Тип населённого пункта       | Население |
| -- | ---------------- | ---------------------------- | --------- |
| 1  | Богачи           | деревня                      | →0        |
| 2  | Большое Сокерино | деревня                      | →0        |
| 3  | Верхнее Лядово   | деревня                      | ↗4        |
| 4  | Ермачата         | деревня                      | →0        |
| 5  | Заречье          | деревня                      | ↘32       |
| 6  | Малое Сокерино   | деревня                      | ↘4        |
| 7  | Малый Парюг      | деревня                      | →0        |
| 8  | Нижнее Лядово    | деревня                      | ↗7        |
| 9  | Песочный         | посёлок                      | ↘163      |
| 10 | Питер            | деревня                      | ↘35       |
| 11 | Раменье          | деревня                      | →0        |
| 12 | Талица           | посёлок                      | ↘379      |
| 13 | Тихон            | село, административный центр | ↘79       |

### Упразднённые населённые пункты
Постановлением Костромской областной думы от 28 января 2015 года № 2473 упразднена деревня Среднее Лядово.